# K'ingmeĸ-45 Upernavik
K'ingmeĸ-45 Upernavik (in neuer Rechtschreibung Qimmeq-45 Upernavik) ist ein grönländischer Fußballverein aus Upernavik.

## Geschichte
K'ingmeĸ-45 Upernavik wurde 1945 gegründet und gehört damit zu den ältesten Vereinen des Landes. Der Vereinsname bedeutet übersetzt „Hund“.
Für 1958 ist erstmals eine Teilnahme an der Grönländischen Fußballmeisterschaft bezeugt, ohne dass bekannt ist, wie der Verein die Meisterschaft abschloss. Im Folgejahr schied der Verein gegen Malamuk Uummannaq im Viertelfinale per Losentscheid aus. In der Folgesaison 1963/64 schied K'ingmeĸ-45 im Halbfinale der Qualifikationsrunde gegen Malamuk aus. Auch 1969 konnte sich der Verein nicht durchsetzen. Erst 1990 ist das nächste Mal eine Teilnahme an der Meisterschaft bekannt. In der Qualifikationsgruppe schied K'ingmeĸ-45 als Zweiter von Dreien hinter dem FC Malamuk erneut aus. 1991 und 1992 schied der Verein ebenfalls bereits in der Vorrunde aus. Auch 1993 scheiterte man am FC Malamuk. 1995 und 1998 wurde man Tabellenletzter der Zwischenrunde. 2006 scheiterte der Verein als Tabellenvierter von Fünfen ebenfalls bereits in der Qualifikationsrunde. 2009 wurde man Tabellenletzter der Qualifikationsrunde. Als es 2010 einen zweiten Qualifikationsplatz für nordgrönländische Mannschaften gab, konnte sich K'ingmeĸ-45 erstmals und das bisher einzige Mal für die Schlussrunde der Meisterschaft qualifizieren. In der Gruppenphase verlor der Verein alle drei Spiele bei einem Torverhältnis von 1:22. Beim Spiel um Platz 7 verlor man ebenfalls 1:9 gegen den FC Malamuk und wurde so Letzter der Meisterschaft. Bei der Meisterschaft 2013 verpasste der Verein die Qualifikation nur durch das schlechtere Torverhältnis gegenüber dem FC Malamuk. Auch im Folgejahr wurde K'ingmeĸ-45 wohl Zweiter der Qualifikationsrunde und verpasste die Qualifikation somit nur knapp. Danach ist keine Teilnahme mehr bekannt.
Im Upernavik District Cup 2023 belegte der K'ingmeĸ-45 den sechsten Platz.

## Platzierungen bei der Meisterschaft
- 1954/55: unbekannt
- 1958: nicht qualifiziert
- 1959/60: Viertelfinale
- 1963/64: nicht qualifiziert
- 1966/67: nicht teilgenommen
- 1967/68: unbekannt
- 1969: nicht qualifiziert
- 1970: unbekannt
- 1971: unbekannt
- 1972: unbekannt
- 1973: unbekannt
- 1974: unbekannt
- 1975: unbekannt
- 1976: unbekannt
- 1977: unbekannt
- 1978: unbekannt
- 1979: unbekannt
- 1980: unbekannt
- 1981: unbekannt
- 1982: unbekannt
- 1983: unbekannt
- 1984: unbekannt
- 1985: unbekannt
- 1986: unbekannt
- 1987: unbekannt
- 1988: unbekannt
- 1989: unbekannt
- 1990: nicht qualifiziert
- 1991: nicht qualifiziert
- 1992: nicht qualifiziert
- 1993: nicht qualifiziert
- 1994: unbekannt
- 1995: nicht qualifiziert
- 1996: unbekannt
- 1997: unbekannt
- 1998: nicht qualifiziert
- 1999: nicht teilgenommen
- 2000: nicht teilgenommen
- 2001: nicht teilgenommen
- 2002: nicht teilgenommen
- 2003: nicht teilgenommen
- 2004: unbekannt
- 2005: unbekannt
- 2006: nicht qualifiziert
- 2007: unbekannt
- 2008: unbekannt
- 2009: nicht qualifiziert
- 2010: Platz 8 (von 8)
- 2011: unbekannt
- 2012: unbekannt
- 2013: nicht qualifiziert
- 2014: nicht qualifiziert
- 2015: nicht teilgenommen
- 2016: nicht teilgenommen
- 2017: unbekannt
- 2018: nicht teilgenommen
- 2019: unbekannt
- 2020: nicht teilgenommen
- 2021: (nicht ausgetragen)
- 2022: unbekannt
- 2023: unbekannt